# Wiener Singverein
Le Singverein de Vienne (Wiener Singverein) est le chœur de concert de la Société des amis de la musique (Gesellschaft der Musikfreunde de Vienne). Il participe régulièrement à de multiples projets musicaux qui rassemblent les plus grands orchestres et chefs d'orchestre.

## Histoire
En 1812 le compositeur Antonio Salieri prit, avec quelques amateurs musicaux, l'initiative d'exécuter des oratorios de Georg Friedrich Haendel dans le manège d'hiver impérial (aujourd'hui École d'équitation espagnole). Dans ce contexte furent créés par le chœur la Missa Solemnis et la Neuvième Symphonie de Ludwig van Beethoven en 1824. Ceci aboutit à la fondation du Musikverein.
Le chœur du Singverein de Vienne, fondé sous sa forme actuelle en 1858 et comprenant actuellement 230 membres, fut conduit d'abord par Johann von Herbeck et Johannes Brahms. Pendant les 150 ans de son histoire, le chœur s'est associé avec nombre de chefs  et orchestres de premier rang tels Franz Schalk, Wilhelm Furtwängler, Karl Böhm et Leonard Bernstein. Plusieurs œuvres de Brahms (Ein Deutsches Requiem), Anton Bruckner (Messe en fa mineur, Te Deum) et Gustav Mahler (Huitième Symphonie), furent créées par ce chœur. De plus, le Wiener Singverein assura la première audition viennoise de plusieurs grandes pages telles la Damnation de Faust de Berlioz en 1866, les Quatre Pièces Sacrées de Verdi en 1898 et le War Requiem de Britten sous la direction du compositeur. De 1947 à 1989 Herbert von Karajan y marqua son empreinte.
Parmi les nombreux directeurs musicaux de Wiener Singverein figurent Ferdinand Grossmann, Reinhold Schmid et Helmuth Froschauer. Depuis 1991, la direction est confiée à Johannes Prinz.
Le chœur a acquis au fil des années une réputation internationale relayée par de nombreuses prestations filmées, notamment sous la direction de Herbert von Karajan. Outre de nombreux concerts au Musikverein, le Wiener Singverein se produit également au Festival de Salzbourg ainsi qu'au Japon, aux États-Unis et en Australie sous la direction des plus grands chefs d'orchestre : parmi eux Zubin Mehta, Andris Nelsons, Herbert Blomstedt, Christian Thielemann, Daniel Barenboim...

## Discographie sélective
- Ludwig van Beethoven Symphonie nº 9 (Orchestre philharmonique de Vienne – Christian Thielemann)[1]
- Johannes Brahms Ein deutsches Requiem (Cleveland Orchestra – Franz Welser-Möst)
- Antonín Dvořák Requiem (Royal Concertgebouw Orchestra – Mariss Jansons)
- Gustav Mahler Symphonie nº 2 Auferstehung (Orchestre philharmonique de Vienne – Gilbert Kaplan)
- Gustav Mahler Symphonie nº 2 Auferstehung (Orchestre philharmonique de Vienne – Pierre Boulez)
- Gustav Mahler Symphonie Nr. 3 (Orchestre de l'Opéra d'État de Bavière – Zubin Mehta)
- Gustav Mahler Symphonie Nr. 3 (Orchestre philharmonique de Vienne – Pierre Boulez)

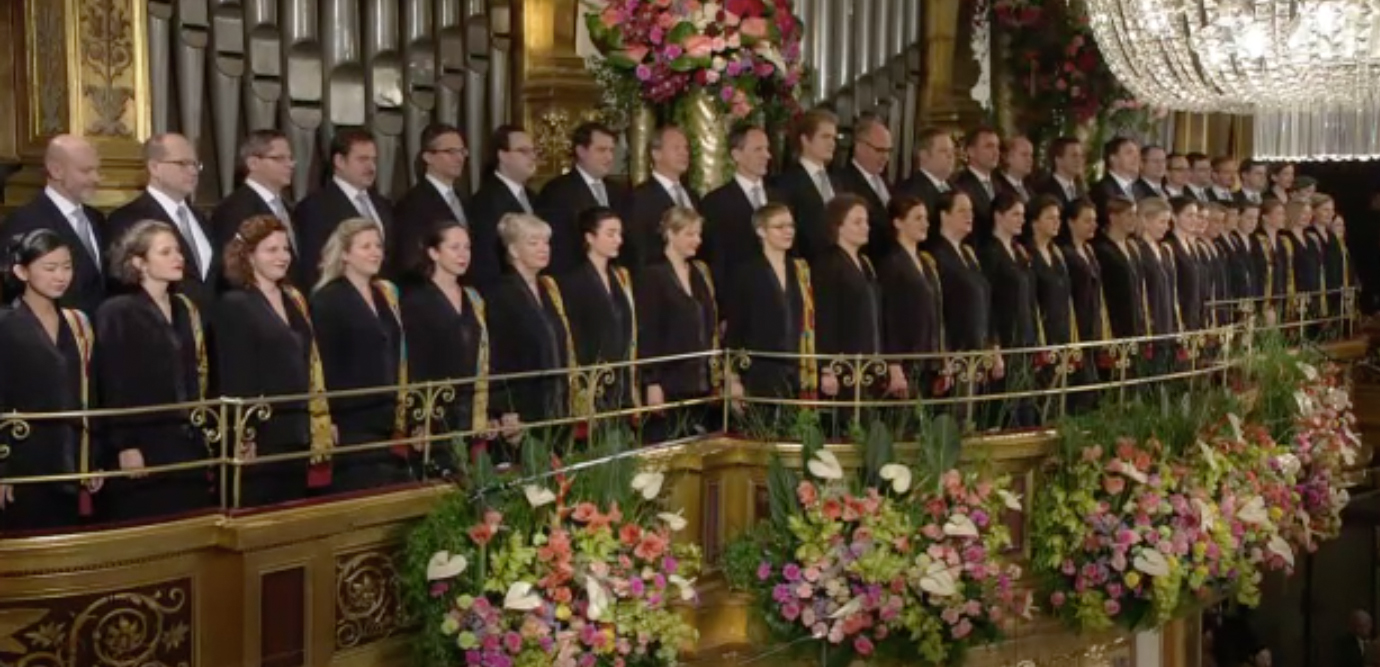
Wiener Singverein – Concert du nouvel an à Vienne 2017

- Otto Nicolai: Mondchor aus Die lustigen Weiber von Windsor (Château de Schönbrunn 2010, Orchestre philharmonique de Vienne, Franz Welser-Möst)
- Robert Schumann Manfred – Schauspielmusik (Tonkünstler-Orchester Niederösterreich – Bruno Weil)
- Franz Schmidt Das Buch mit sieben Siegeln (Orchestre philharmonique de Vienne – Nikolaus Harnoncourt)
- Franz Schmidt Das Buch mit sieben Siegeln (Tonkünstler-Orchester Niederösterreich – Kristjan Järvi)
- Karol Szymanowski Symphonie Nr. 3 – Lied der Nacht (Orchestre philharmonique de Vienne – Pierre Boulez)
- Richard Wagner Tristan und Isolde – Duett-Szenen (Vienna Radio Symphony Orchestra – Bertrand de Billy)